# Deltocryptus
Deltocryptus is een monotypisch geslacht van kevers uit de familie van de klopkevers (Anobiidae).

## Soort
- Deltocryptus punctiventris Lea, 1924